# Nazionale maschile di calcio a 5 della Bulgaria
La nazionale di calcio a 5 della Bulgaria è, in senso generale, una qualsiasi delle selezioni nazionali di Calcio a 5 della Federazione calcistica della Bulgaria che rappresentano la Bulgaria nelle varie competizioni ufficiali o amichevoli riservate a squadre nazionali.

## Rosa attuale
Aggiornata a gennaio 2011
| #  | Ruolo |                     | Nome                | Presenze | Squadra               |
| 1  | Por   | Bulgaria (bandiera) | Kostadin Ivanov     | 6        |                       |
| 2  | Pivot | Bulgaria (bandiera) | Viktor Viktorov (C) | 9        | MFC Varna             |
| 3  | Pivot | Bulgaria (bandiera) | Boris Trendafilov   | 8        | MFC Varna             |
| 4  | Dif   | Bulgaria (bandiera) | Blagovest Marev     | 6        | MFC Varna             |
| 5  | Dif   | Bulgaria (bandiera) | Boycho Marev        | 8        | MFC Varna             |
| 6  | Dif   | Bulgaria (bandiera) | Georgi Georgiev     | 2        | MFC Varna             |
| 9  | Pivot | Bulgaria (bandiera) | Georgi Gerasimov    | 3        |                       |
| 10 | Pivot | Bulgaria (bandiera) | Daniel Nestorov     | 9        | FC Levski Sofia-Zapad |
| 11 | Dif   | Bulgaria (bandiera) | Boyko Kosev         | 4        |                       |
| 12 | Por   | Bulgaria (bandiera) | Ismet Hadjiev       | 9        |                       |
| 14 | Dif   | Bulgaria (bandiera) | Nikolay Mihov       | 3        | FC Levski Sofia-Zapad |
| 15 | Pivot | Bulgaria (bandiera) | Angel Todorov       | 3        | FC Levski Sofia-Zapad |
| 16 | Pivot | Bulgaria (bandiera) | Stanislav Vasilev   | 3        | FC Levski Sofia-Zapad |

## Risultati nelle competizioni internazionali

### FIFA Futsal World Championship
| Anno e luogo | Piazzamento     | Pd | V | N | P | GF | GS |
| ------------ | --------------- | -- | - | - | - | -- | -- |
| 1989         | Non presente    | -  | - | - | - | -  | -  |
| 1992         | Non presente    | -  | - | - | - | -  | -  |
| 1996         | Non presente    | -  | - | - | - | -  | -  |
| 2000         | Non presente    | -  | - | - | - | -  | -  |
| 2004         | Non presente    | -  | - | - | - | -  | -  |
| 2008         | Non qualificata | -  | - | - | - | -  | -  |
| 2012         | Non qualificata | -  | - | - | - | -  | -  |
| 2016         | Non qualificata | -  | - | - | - | -  | -  |
| 2021         | Non qualificata | -  | - | - | - | -  | -  |
| Totale       | 0/9             | 0  | 0 | 0 | 0 | 0  | 0  |

### UEFA Futsal Championship
| Anno e luogo | Piazzamento     | Pd | V | N | P | GF | GS |
| ------------ | --------------- | -- | - | - | - | -- | -- |
| 1996         | Non presente    | -  | - | - | - | -  | -  |
| 1999         | Non presente    | -  | - | - | - | -  | -  |
| 2001         | Non presente    | -  | - | - | - | -  | -  |
| 2003         | Non presente    | -  | - | - | - | -  | -  |
| 2005         | Non qualificata | -  | - | - | - | -  | -  |
| 2007         | Non qualificata | -  | - | - | - | -  | -  |
| 2010         | Non qualificata | -  | - | - | - | -  | -  |
| 2012         | Non qualificata | -  | - | - | - | -  | -  |
| 2014         | Non qualificata | -  | - | - | - | -  | -  |
| 2016         | Non qualificata | -  | - | - | - | -  | -  |
| 2018         | Non qualificata | -  | - | - | - | -  | -  |
| 2022         | Non qualificata | -  | - | - | - | -  | -  |
| Totale       | 0/12            | -  | - | - | - | -  | -  |